# イギリス国鉄313形電車
イギリス国鉄313形電車（British Rail Class 313）は、1976年に登場したイギリス国鉄の近郊用電車の1形式である。
交流25kVの架空電車線方式と直流750Vの第三軌条方式の双方に対応する、ハイブリッド集電車である。

## 概要
イギリスの第2世代の電車の最初の形式となる近郊用電車であり、グラスゴー向け314形、アングリア向け315形、マージーサイド向け507形・508形とともに、「1972年デザイン」の車体を採用している。1976年から1977年にかけて3両編成64本がBRELのヨーク工場で製造された。
塗装は国鉄標準のBRブルーを採用した。前面の色を側面に拡大したほか、前面窓回りを黒で縁取り、貫通扉を塗り分けてアクセントを付けている。

## 運用
1976年の登場当初より東海岸本線のグレート・ノーザン系統に導入され、ムーアゲート駅とウェリン・ガーデンシティ、ハートフォード・ノース駅間で運用を開始した。車両限界が小さく第三軌条方式を採用するムーアゲート駅方面は直流750Vで集電靴を用い、それ以外の区間では交流25kVの架空電車線方式でパンタグラフにより集電した。民営化後の運行会社はWAGN、ファースト・キャピタル・コネクトを経てゴヴィア・テムズリンク・レールウェイに所属。しかし2018年から717形「デジロシティ」による置き換えが進み、2019年9月をもって運用を終了した。
1988年からは北ロンドン線などロンドン近郊線区にも投入された。民営化後はシルバーリンクを経てロンドン・オーバーグラウンドに所属した。2009年の378形導入に伴う置き換えでサザンへ転属し、2019年現在は後継のゴヴィア・テムズリンク・レールウェイによってブライトン近郊の沿岸線区で運用されている。
1編成は事業用に転用され、ネットワーク・レールによるERTMSの試験車となっている。

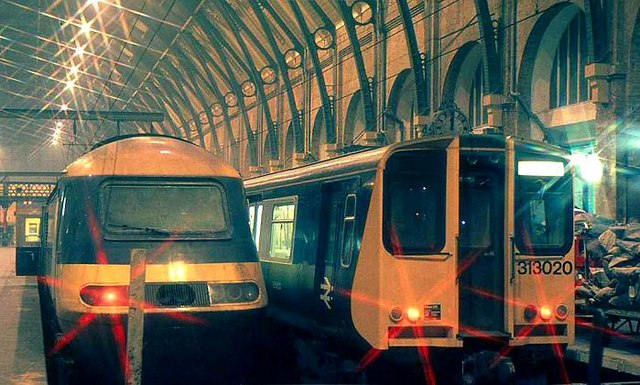
国鉄塗装（1982年）
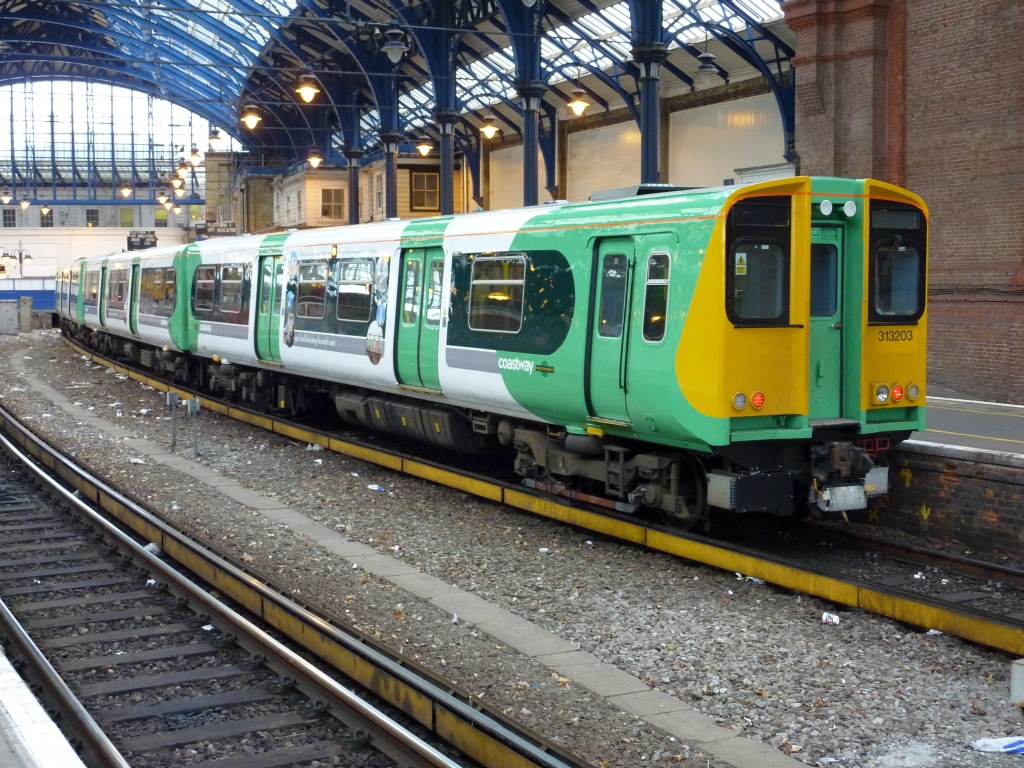
サザン塗装（2010年）
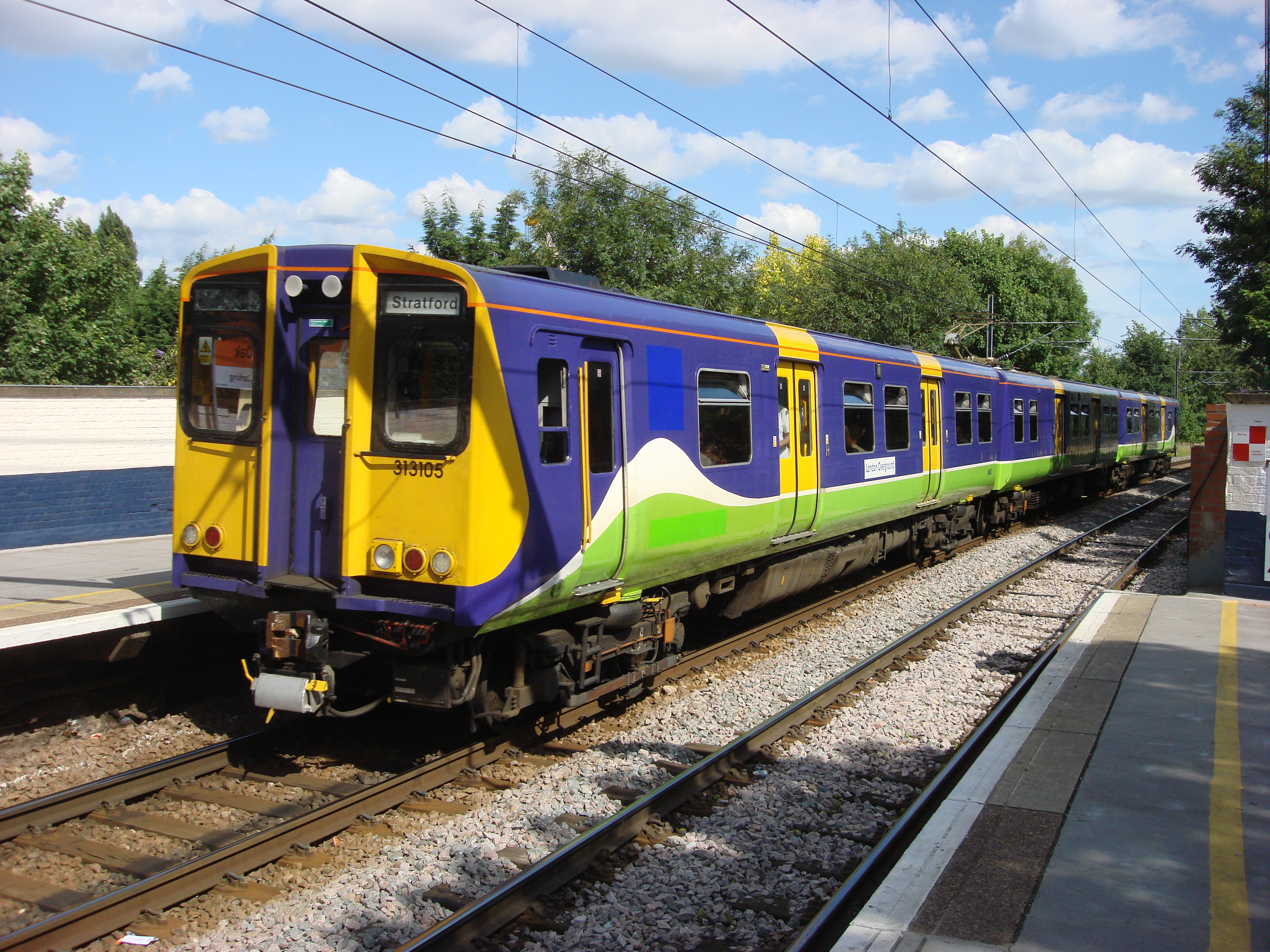
シルバーリンク塗装（2008年）